# Tümen Zasagt Khan
 (août 2016).
Si vous disposez d'ouvrages ou d'articles de référence ou si vous connaissez des sites web de qualité traitant du thème abordé ici, merci de compléter l'article en donnant les références utiles à sa vérifiabilité et en les liant à la section « Notes et références ».
Tümen Zasagt Khaan (ᠲᠦᠮᠡᠨ
ᠵᠠᠰᠠᠭᠲᠤ
ᠬᠠᠭᠠᠨ, khalkha : mongol : Түмэн засагт хаан) est un khagan des Mongols de la Dynastie Yuan du Nord.
Il règne de 1558 à sa mort, en 1592.